# Friúmes e Paradela
Friúmes e  Paradela (oficialmente: União das Freguesias de Friúmes e Paradela) é uma freguesia portuguesa do município de Penacova, com 22,18 km² de área e 813 habitantes (censo de 2021). A sua densidade populacional é 36,7 hab./km².
É por vezes dita por Friúmes e Paradela da Cortiça. Tem a sua sede em Friúmes.

## História
Foi constituída em 2013, no âmbito de uma reforma administrativa nacional, pela agregação das antigas freguesias de Friúmes e Paradela.

## Demografia
A população registada nos censos foi:
| Distribuição da População por Grupos Etários | Distribuição da População por Grupos Etários | Distribuição da População por Grupos Etários | Distribuição da População por Grupos Etários | Distribuição da População por Grupos Etários | Distribuição da População por Grupos Etários |
| -------------------------------------------- | -------------------------------------------- | -------------------------------------------- | -------------------------------------------- | -------------------------------------------- | -------------------------------------------- |
| Antes da agregação                           |                                              |                                              |                                              |                                              |                                              |
| Ano                                          | 0-14 anos                                    | 15-24 anos                                   | 25-64 anos                                   | >= 65 anos                                   | Total                                        |
| 2001                                         | 139                                          | 128                                          | 467                                          | 216                                          | 950                                          |
| 2011                                         | 109                                          | 86                                           | 437                                          | 238                                          | 870                                          |
| Após a agregação                             |                                              |                                              |                                              |                                              |                                              |
| Ano                                          | 0-14 anos                                    | 15-24 anos                                   | 25-64 anos                                   | >= 65 anos                                   | Total                                        |
| 2021                                         | 83                                           | 64                                           | 377                                          | 289                                          | 813                                          |

## Lugares
A população da freguesia está distribuída pelos seguintes lugares:

### Friúmes
- Carregal
- Miro
- Outeiro Longo
- Vale do Conde
- Friúmes
- Vale Maior
- Vale do Meio
- Vale de Tronco
- Zagalho

### Paradela da Cortiça
- Cortiça
- Paradela
- Quinta da Cortiça
- Sobreira

## Sede e Delegação daJunta de Freguesia
- Sede (Friúmes) - Rua da Junta, 10
- Delegação de Paradela - Rua 25 de Abril, 6